# Martin Ezcurra
Martín Dário Ezcurra (Buenos Aires, 23 april 1987) is een in Argentinië geboren paleontoloog die vele uitgestorven geslachten benoemde, zoals Aerotitan, Lophostropheus en Powellvenator. 

## Biografie
Ezcurra kwam voor het eerst in aanraking met de paleontologie in 2002, toen hij werkte met Fernando Novas in Argentinië. Hij ging naar de universiteit in Buenos Aires, München en Birmingham. Zijn eerste artikels werden gepubliceerd in 2006. Martin Ezcurra behaalde in 2012 zijn masteropleiding aan de Universidad de Buenos Aires (Argentinië) met als specialisatie dierlijke anatomie en systematiek. Als student deed Martin sinds 2002 onderzoek naar basale dinosauriërs en theropoden op advies van dr. Fernando Novas in het Museo Argentino de Ciencias Naturales (Buenos Aires, Argentinië). In 2012 verhuisde Martin naar de Ludwig Maximilian Universität in München (Duitsland) en begon zijn promotieonderzoek naar basale archosauriformen onder advies van dr. Richard Butler. In september 2013 stapte Martin over naar de Universiteit van Birmingham om zijn promotieonderzoek voort te zetten.

## Werken

#### In de pers
- Ezcurra M.D., Trotteyn M.J., Fiorelli L.E., Taborda J.R.A, Baczko, von, M.B., IberluceaM, Desojo J.B. In press. The oldest rhynchosaur from Argentina: a Middle Triassic rhynchosaurid from the Chañares Formation. Paläontologische Zeitschirft.

2013
- Baczko M.B., von, Ezcurra M.D. 2013. Ornithosuchidae. In: Anatomy, Phylogeny and Palaeobiology of Basal Archosaurs. Nesbitt S.J., Desojo J.B., and Irmis R.B. (eds.), Geological Society, London, Special Publication 379: 187–202.
- Ezcurra, M.D., Butler, R.J., Gower, D.J. 2013. Proterosuchia. In: Anatomy, Phylogeny and Palaeobiology of Basal Archosaurs. Nesbitt S.J., Desojo J.B., and Irmis R.B. (eds.), Geological Society, London, Special Publication 379: 9-33.
- Novas F.E., Agnolín F.L., Ezcurra M.D., Porfiri J., Canale J.I. 2013. Evolution of the carnivorous dinosaurs during the Cretaceous: the evidence from Patagonia. Cretaceous Research, 42 pp.
- Sues H.-D., Desojo J.B., Ezcurra M.D. 2013. Doswelliidae. In: Anatomy, Phylogeny and Palaeobiology of Basal Archosaurs. Nesbitt S.J., Desojo J.B., and Irmis R.B. (eds.), Geological Society, London, Special Publication 379: 49–58.

2012
- Desojo J.B., Ezcurra M.D., and Kischlat E. 2012. A new aetosaur genus (Archosauria: Pseudosuchia) from the early Late Triassic of southern Brazil. Zootaxa3166: 1-33.
- Ezcurra M.D. 2012. Comments on the taxonomic diversity and paleobiogeography of the earliest known dinosaur assemblages (late Carnian–earliest Norian). Revista de Historia Natural, nueva serie, 2: 49–71.
- Ezcurra M.D. and Agnolín F.L. 2012. A New Global Palaeobiogeographical Model for the late Mesozoic and early Tertiary. Systematic Biology 61: 553–566.
- Ezcurra M.D. and Agnolín F.L. 2012. An abelisauroid dinosaur from the Middle Jurassic of Laurasia and its implications on theropod palaeobiogeography and evolution. Proceedings of the Geologists’ Association 123: 500–507.
- Novas F.E., Ezcurra M.D., Agnolín F.L., Pol D., Ortíz R. 2012. New Patagonian Cretaceous theropod sheds light about the early radiation of Coelurosauria. Revista del Museo Argentino de Ciencias Naturales, nueva serie, 14: 57–81.
- Novas F.E., Kundrat M., Agnolín F.L., Ezcurra M.D., Ahlberg P.E., Isasi M.P., Arriagada A., Chafrat P. 2012. A new large pterosaur from the Late Cretaceous of Patagonia. Journal of Vertebrate Paleontology 32: 1147–1452.

2011
- Desojo J.B and Ezcurra M.D. 2011. A reappraisal of the taxonomic status of Aetosauroides (Archosauria: Aetosauria) specimens from the Late Triassic of South America and their proposed synonymy with Stagonolepis. Journal of Vertebrate Paleontology 31: 596–609.
- Desojo J.B., Ezcurra M.D., and Schultz C.L. 2011. An unusual new archosauriform from the Middle-Late Triassic of southern Brazil and the monophyly of Doswelliidae. Zoological Journal of the Linnean Society 161: 839–871.
- Ezcurra M.D. and Apaldetti C. 2011. A robust sauropodomorph specimen from the Upper Triassic of Argentina and insights on the diversity of the Los Colorados Formation. Proceedings of the Geologist's Association 123: 155–164.
- Ezcurra M.D. and Brusatte S.L. 2011. Taxonomic and phylogenetic reassessment of the early neotheropod dinosaur Camposaurus arizonensis from the Late Triassic of North America. Palaeontology 54: 763–772.
- Gianechini F.A., Agnolín F.L., and Ezcurra M.D. 2011. A reassessment of the purportedly venomous delivering system of the bird-like raptor Sinornithosaurus. Paläontologische Zeitschrift 85: 103–107.
- Novas F.E., Ezcurra M.D., Chatterjee, S., and Kutty, T.S. 2011. New dinosaur species from the Upper Triassic Upper Maleri and Lower Dharmaram formations of Central India. Earth and Environmental Science Transactions of the Royal Society of Edinburgh101: 333–349.

2010
- Agnolín F.L., Ezcurra M.D., Pais D.F., and Salisbury S.W. 2010. An overview of the Cretaceous non-avian dinosaur faunas from Australia and New Zealand: evidence for their Gondwanan affinities. Journal of Systematic Palaeontology 8: 257–300.
- Ezcurra M.D. 2010. Biogeography of Triassic tetrapods: evidence for provincialism and driven sympatric cladogenesis in the early evolution of modern tetrapod lineages. Proceedings of the Royal Society Series B 277: 2547–2552.
- Ezcurra M.D. 201b. A new early dinosaur (Saurischia: Sauropodomorpha) from the Late Triassic of Argentina: a reassess of dinosaur origin and phylogeny. Journal of Systematic Palaeontology 8: 371–425.
- Ezcurra M.D., Agnolin F.L., and Novas F.E. 2010. An abelisauroid dinosaur with a non-atrophied manus from the Late Cretaceous Pari Aike Formation of southern Patagonia. Zootaxa 2450: 1-25.
- Ezcurra M.D., Lecuona A., and Martinelli A. 2010. A new basal archosauriform diapsid from the Early Triassic of Argentina. Journal of Vertebrate Paleontology 30: 1433–1450.
- Langer M.C., Ezcurra M.D., Bittencourt J., and Novas F.E. 2010. The origin and early radiation of dinosaurs. Biological Reviews 85: 55–110.

2009
- Ezcurra M.D. 2009. Theropod remains from the latest Cretaceous of Colombia and their implications on the palaeozoogeography of western Gondwana. Cretaceous Research 30: 1339–1344.
- Ezcurra M.D. and Méndez A.H. 2009. First report of a derived abelisaurid theropod from the Bajo de la Carpa Formation (Late Cretaceous), Patagonia, Argentina. Bulletin of Geosciences 84: 547–554.

2008
- Novas F.E., Ezcurra M.D., and Lecuona A. 2008. Orkoraptor burkei nov. gen. et nov. sp., a large basal coelurosaurian theropod from the Maastrichtian Pari Aike Formation, Southern Patagonia, Argentina. Cretaceous Research 29: 468–480.
- Smith N.D., Makovicky P.J., Agnolin F.L., Ezcurra M.D., Pais D.F., and Salisbury S.W. 2008. Megaraptor (Dinosauria: Tetanurae) in Australia; evidence for faunal interchange between eastern and western Gondwana during the Early Cretaceous. Proceedings of the Royal Society Series B 275: 2085–2093.

2007
- Ezcurra M.D. 2007. The cranial anatomy of the coelophysoid theropod Zupaysaurus rougieri (Upper Triassic, Argentina). Historical Biology 19: 185–202.
- Ezcurra M.D. and Cuny G. 2007. The coelophysoid Lophostropheus airelensis nov. gen.: a review of the systematics of “Liliensternus” airelensis from the Triassic-Jurassic outcrops of Normandy (France). Journal of Vertebrate Paleontology 27: 73–86.
- Ezcurra M.D. and Novas F.E. 2007. Phylogenetic relationships of the Triassic theropod Zupaysaurus rougieri from NW Argentina. Historical Biology 19: 35–72.

2006
- Ezcurra M.D. 2006. A review of the systematic position of the dinosauriform archosaur Eucoelophysis baldwini from the Upper Triassic of New Mexico, USA. Geodiversitas 28: 649–684.
- Novas F.E., Ezcurra M.D., and Agnolin F.L. 2006. Humerus of a basal abelisauroid theropod from the Late Cretaceous of Patagonia. Revista del Museo Argentino de Ciencias Naturales 8: 63–68.